# イ・グン
イ・グン（朝鮮語: 이근 / 李根、1984年3月22日 - ）は大韓民国の特殊部隊の退役軍人、民間軍事会社元職員、YouTuber。2022年のウクライナ・ロシア紛争に義勇兵として参戦した。

## 経歴
韓国で生まれ3歳で米国に移民。バージニア軍事学校卒。母国への愛国心から米国の永住権を放棄し大韓民国に帰化し、軍人を志し海軍士官候補生に任官。文武大王艦 (DDH-976)と海軍特殊戦旅団(UDT/SEAL)に服務。不朽の自由作戦をはじめ海外で様々な実戦経験を積む。2014年退役し(最終階級は海軍大尉)、その後、対テロおよび戦術射撃官として大韓民国大統領警護隊(PSS)およびソウル警察特別急襲部隊(SWAT KNP868)を指導する。また米軍で修得したHALO(高高度降下低高度開傘)技術を請われ、ソウルスカイダイビング学校教官として民間人に対しパラシュート降下技術を伝授する。2014年に退役しG4Sに勤務。2018年には国連人権最高代表事務所（OHCHR）安保担当官（SECURITY OFFICER）として国連に奉職する。2022年、ウクライナ・ロシア紛争にウクライナ側の義勇兵として参戦した。